# Fiat 241
Fiat 241 — грузовой фургон, выпускавшийся компанией Fiat с 1965 по 1974 год.
Автомобиль был разработан параллельно с моделью Fiat 238. В отличие от 238 модели, привод осуществлялся на задние колеса, а двигатель размещался в кабине, а не под пассажирским сиденье. Таким образом в кабине было только два места.
Поставлялся как с бортовым кузовом, так и просто с открытым шасси, что позволяло производителям кузовов изготавливать различные специальные модификации.
На автомобиль устанавливался либо 4-цилиндровый двигатель, объемом 1481 куб.см., либо дизельный, объемом 1895 куб. см. (такой же как на Fiat Campagnola).
Впоследствии на замену модели пришли Fiat 242 и Iveco Daily.
Всего выпущено более 300 000 автомобилей.